# Кастилия-Ла Манча
Кастилия – Ла Манча (на испански: Castilla-La Mancha) е автономна област в Централна Испания. Столица е град Толедо, а областта е най-рядко населената в страната.
Граничи на северозапад с Кастилия-Леон и Мадрид, на североизток – с Арагон, на югоизток – с Валенсия и Мурсия, на юг – с Андалусия и на запад – с Естремадура.
В миналото Кастилия – Ла Манча и Мадрид са образували областта Нова Кастилия, но с въвеждането на системата на автономните области са разделени поради големите икономически различия между столицата и останалата част от областта.